# Municipio XX
Municipio XX is een stadsdeel met ongeveer 140.000 inwoners in het noorden van de stad Rome.

## Onderverdeling
Tor di Quinto, Acquatraversa, Tomba di Nerone, Farnesina, Grottarossa Ovest, Grottarossa Est, Giustiniana, La Storta, Santa Cornelia, Prima Porta, Labaro, Cesano, Martignano, Foro Italico